# Theodor Mosterts
Theodor Franz Hubert Mosterts (geboren am 17. Oktober 1830 in Goch; gestorben am 25. Oktober 1912 in Kleve) war ein preußischer Landrat des Kreises Kleve.

## Leben
Der Katholik Theodor Mosterts war der Sohn des Fabrikbesitzers Michael Mosterts und dessen Ehefrau Hubertine Mosterts, geborene Goossens. Er absolvierte ein Studium unbekannter Ausrichtung bzw. eine Offizierslaufbahn, bevor er 1861 als Kreissekretär belegt ist. Als solcher versah er vom 4. Dezember 1874 bis zum 18. März 1875 vertretungsweise die Geschäfte des Landrats des Kreises Kleve. Mosterts war zuletzt Rechnungsrat, im Jahr 1908 trat er in den Ruhestand.
Mosterts war verheiratet mit Maria Katharina Mosterts, geborene Trapmann. Seinen Tod zeigte der Gutsbesitzer und Bürgermeister zu Vrasselt, Karl Mosterts an.